# Leonel Sánchez
Leonel Guillermo Sánchez Lineros (25. duben 1936, Santiago de Chile – 2. dubna 2022, Santiago de Chile) byl chilský fotbalista. Hrával na pozici útočníka. Spolu s dalšími pěti hráči byl nejlepším střelcem mistrovství světa roku 1962, když dal na turnaji 4 branky. Byl zařazen i do all-stars týmu turnaje a FIFA ho zpětně vyhlásila třetím nejlepším hráčem mistrovství. Na tomto šampionátu získal s chilskou reprezentací bronzovou medaili. Zúčastnil se i mistrovství světa roku 1966. Celkem za národní tým odehrál 85 utkání, což je chilský rekord. Vstřelil v reprezentačním dresu 24 gólů. S klubem Club Universidad de Chile se stal šestkrát mistrem Chile (1959, 1952, 1964, 1965, 1967, 1969).